# Edgar Kant
Edgar Kant (født 21. februar 1902 i Tallinn, død 16. oktober 1978 i Lund) var en estisk geograf og økonom og en tid rektor ved Tartu Universitet.

## Karriere
Edgar Kant deltog i den estiske selvstændighedskrig.

### Studier og rejser
Han studerede først ved "Selskabet for Tallinn Folkeuniversitets kolledge", fra 1928 ved Tartu Universitet under ledelse af den fremstående finske geograf Johannes Gabriel Granö. Derefter studerede han ved universiteterne i Wien, Paris, Grenoble, Szeged og Amsterdam, ved handelsuniversitetet i St. Gallen og ved Arkivet for Verdensøkonomi i Hamborg. Han foretog i sin ungdom rejser til Norge, Ungarn, Schweiz, Frankrig, Algeriet og Holland dels for egne midler, dels ved stipendier fra Rockefeller-fonden.

### Karriere i Estland
Han arbejdede først som assistent ved Tartu Universitets Geografiske kabinet og hjemstavnsundersøgelser, herunder feltstudier i de estiske provinser Tartumaa og Setumaa. Han blev dr.phil. med afhandlingen "Problems of environment and population in Estonia", der blev forsvaret ved Tartu Universitet i 1934. Samme år blev han docent ved universitetet, i 1936 professor i økonomisk geografi, han var prodekan for den økonomiske afdeling i 1936-1938, prorektor for universitetet i 1938-1940. Da Estland blev besat af Sovjetunionen i 1940, blev han afskediget fra samtlige stillinger og gik ind i det estiske hjemmeværn og i den estiske modstandsbevægelse, hvor han deltog i frihedskampe i det sydlige Estland i sommeren 1941. Efter den sovjetiske rømning samme år udnævnte lederen af Estlands Hjemmeværn, Friedrich Kurg, ham til midlertidig rektor for Tartu Universitet (da han havde været prorektor i Estlands sidste selvstændighedstid), og dette hverv bestred han til september 1944, hvor han ved den fornyede sovjetiske besættelse af Estland flygtede til Sverige.

### Karriere i Sverige
I Sverige arbejdede han i begyndelsen ved arkivet ved Lunds Universitets Geografiske Institut, i 1947-1950 ved samme institut som forskningsstipendiat. I 1950 blev han udnævnt til lærer i økonomisk og socialgeografi ved universitetet, fra 1964 virkede han som professor ved den økonomisk-geografiske lærestol til sin pensionering i 1967.

## Forskning
Edgar Kant udførte gennem hele sit liv en omfattende forskning og var en flittig skribent. Han var blandt de første til at slutte sig til den kvantitative revolution inden for geografi.

## Forfatterskab

### Genoptryk
- Edgar Kant: Linnad ja maastikud (Tartu 1999); ISBN 9985878159 (redigeret af Ott Kurs, indeholder en lang række af Edgar Kants artikler)
- Edgar Kant: Eesti rahvastik ja asustus (Tartu 2007); ISBN 9789985772256 (genoptryk ved Ott Kurs)

### Værker
- Edgar Kant: Tartu. Linn kui ümbrus ja organism. Linnageograafiline vaatlus, ühtlasi lisang kultuurmaastiku morfoloogiale (resume på fransk: Tartu. Ètude d‘un environment et organisme urbain); Tartu 1926
- Edgar Kant: Tartu. Lisa: Kaardid, plaanid, tabelid; Tartu 1927

### Artikler
- Edgar Kant: "Irborska. Loodus ja inimene. Maateaduslik ülevaade." (i: Setumaa; Tartu 1928)
- Edgar Kant: "Lobotka. Loodus ja inimene. Maateaduslik ülevaade." (i: Setumaa; Tartu 1928)
- Edgar Kant: "Petseri. Loodus ja inimene. Maateaduslik ülevaade." (i: Setumaa; Tartu 1928)
- Edgar Kant: "Valga. Geograafiline ja majanduslik ülevaade." (resume på fransk: Ètude géographique et economique d‘un ville frontiére)i: Valgamaa; Tartu 1932) – (tillige som særtryk: P S U Tartuensis O G Nr. 3; s. 70-85)
- Edgar Kant: "Linnastumine ja elanike maalt linna valgumine Eestis" (ERK 1, nr 6; 1933)
- Edgar Kant: "Kas ehitada Valga-Abja raudtee?" (ERK 1; 1933)
- Edgar Kant: "Den inre omflyttningen i Estland i sammband med de estniska städernas omland" (Summary: About internal migration in Estonia in connection with complemetary areas of Estonian towns; SGÅ 22, 1946; s. 83-124)
- Edgar Kant: "Den sociologiska regionen, den sociala tiden och det sociala rummet. Några kritiska tankar med anledning av en ny regionalsociologi" (Summary: About sociological regionalism, social time and social space; SGÅ 24, 1948; s. 109-132)
- Edgar Kant: "Studier över gårdsbefolkningens täthet i förkrigstidens Estland och Lettland jämte några metodologiska frågor". Zusammenfassung: Studien über die Dichte der Gehöftbevölkerung in Vorkriegs-Estland und -Lettland nebst einigen methodelogischen Fragen; SGÅ 25, 1949; s. 165-203)
- Edgar Kant: "Eugenjusz Romer. 3.2.1871-28.1.1954. Några minnesord" (SGÅ 30, 1955; s. 204-211)

#### Forkortelser
PSU Tartuensis OG = Publicationes Seminarii Universitatis Tartuensis Oeconomico-Geographici (Tartu)
SGÅ = Svensk geografisk årsbok (Lund)